# Kaja kori halomsírok
A Kaja (Gaya) kori halomsírok a Koreai-félsziget déli részén az i. sz. 1. és 6. század között kialakult Kaja (Gaya) konföderációnak tulajdonított temetkezési helyek, sírhalmokkal. A temetők földrajzi eloszlásuk és tájképi jellemzőik, a temetkezési típusok és a sírmellékletek révén az állam politikai rendszerének jellegzetességeiről tanúskodnak. A konföderációban a települések autonóm, politikailag egyenrangú felekként léteztek, miközben kulturális közösségeik voltak. A sírhelyek új sírformáinak bevezetése és a sírkamrákban a térbeli hierarchia erősödése a Kaja (Gaya) társadalom által a történelme során megélt strukturális változásokat tükrözi. A helyszín 2019 óta szerepelt az UNESCO világörökségi javaslati listáján, és 2023. szeptember 17-én nyilvánították a világörökség részévé.

## Helyszínek
| #  | UNESCO- azonosító | Koreai elnevezés       | Átírt név                                              | Hely                                                   | Kép |
| -- | ----------------- | ---------------------- | ------------------------------------------------------ | ------------------------------------------------------ | --- |
| 1. | 1666-001          | 대성동 고분군          | Teszong-tong (Daeseong-dong)                           | Kimhe (Gimhae), Dél-Kjongszang (Gyeongsang)            |     |
| 2. | 1666-002          | 말이산 고분군          | Mariszan (Marisan)                                     | Haman, Dél-Kjongszang (Gyeongsang)                     |     |
| 3. | 1666-003          | 옥전 고분군            | Okcson (Okjeon)                                        | Hapcshon (Hapcheon), Dél-Kjongszang (Gyeongsang)       |     |
| 4. | 1666-004          | 지산동 고분군          | Csiszan-tong (Jisan-dong)                              | Korjong (Goryeong), Észak-Kjongszang (Gyeongsang)      |     |
| 5. | 1666-005          | 송학동 고분군          | Szonghak-tong (Songhak-dong)                           | Koszong (Goseong), Dél-Kjongszang (Gyeongsang)         |     |
| 6. | 1666-006          | 유곡리와 두락리 고분군 | Jugok-ri (Yugok-ri) és Durak-ri                        | Namvon (Namwon), Észak-Csolla (Jeolla)                 |     |
| 7. | 1666-007          | 교동과 송현동 고분군   | Kjo-tong (Gyo-dong) és Szonghjon-tong (Songhyeon-dong) | Cshangnjong (Changnyeong), Dél-Kjongszang (Gyeongsang) |     |